# 川鄂唐松草
川鄂唐松草（学名：Thalictrum osmundifolium）为毛茛科唐松草属下的一个种。

## 扩展阅读
維基物種上的相關：川鄂唐松草